# 西奧多·康托爾
西奧多·愛德華·康托爾（丹麥語：Theodore Edward Cantor，1809年—1860年）是一名丹麥醫生、動物學家和植物學家。他出生於一個丹麥猶太家庭，母親是納塔尼爾·瓦利希的妹妹。康托爾曾為英國東印度公司工作，並在檳榔嶼和馬六甲收集自然史資料。
康托爾是第一位描述泰國鬥魚的西方科學家。在爬行動物學領域，他描述了許多爬行動物和兩棲動物的新物種，有六個物種以他的名字命名。